# Ocotavi
Ocotavi (früher: Caihuasi) ist eine Ortschaft im Departamento Oruro im südamerikanischen Anden-Staat Bolivien.

## Lage im Nahraum
Ocotavi ist eine Ortschaft im Municipio Caracollo in der Provinz Cercado. Die Siedlung liegt auf einer Höhe von 3867 m am rechten Ufer des nach Südwesten fließenden Ríu Millu Puncu, der in der Ebene des Río Caracollo zwischen Caracollo und Oruro versickert.

## Geographie
Ocotavi liegt am östlichen Rand des bolivianischen Altiplano vor dem Höhenzug der Serranía de Sicasica. Das Klima ist geprägt durch ein typisches Tageszeitenklima, bei dem die Temperaturschwankungen zwischen Tag und Nacht größer sind als zwischen den Jahreszeiten.
Die Jahresdurchschnittstemperatur der Region liegt bei etwa 10 °C (siehe Klimadiagramm Oruro), wobei die Monatsdurchschnittswerte zwischen 6 °C im Juni/Juli und 14 °C im November schwanken. Der Jahresniederschlag liegt bei niedrigen 400 mm, mit einer ausgeprägten Trockenzeit von April bis November mit Monatswerten unter 20 mm und einer kurzen Feuchtezeit von Dezember bis Februar mit monatlich etwa 80 mm.

## Verkehrsnetz
Ocotavi liegt in einer Entfernung von 56 Straßenkilometern nördlich von Oruro, der Hauptstadt des Departamentos.
Von Oruro aus führt die asphaltierte Nationalstraße Ruta 1 in nördlicher Richtung 38 Kilometer bis Caracollo und von dort weitere 200 Kilometer in die Großstädte La Paz und El Alto.
In Caracollo zweigt die Ruta 4 nach Osten ab und erreicht nach siebzehn Kilometern die Ortschaft Ocotavi. Die Straße führt dann weiter in östlicher Richtung, durchquert die fast menschenleere Serranía de Sicasica auf ihrem Weg in das 200 Kilometer entfernte Cochabamba, von wo aus sie weiter nach Santa Cruz im bolivianischen Tiefland und bis an die brasilianische Grenze führt.
In Ocotavi zweigt in südlicher Richtung die Nationalstraße Ruta 12 ab und führt zu dem elf Kilometer entfernten zentralen Ort Soracachi. Von dort aus führt die Ruta 12 weiter in das nahegelegene Paria, zweigt dann nach Südwesten ab und führt über Oruro, Ancaravi, Huachacalla und Sabaya nach Pisiga Bolívar an der chilenischen Grenze.

## Bevölkerung
Die Einwohnerzahl der Ortschaft ist in den vergangenen beiden Jahrzehnten deutlich angestiegen:
| Jahr | Einwohner | Quelle       |
| ---- | --------- | ------------ |
| 1992 | 122       | Volkszählung |
| 2001 | 174       | Volkszählung |
| 2012 | 444       | Volkszählung |
| 2024 |           | Volkszählung |

Die Region weist einen deutlichen Anteil an Aymara-Bevölkerung auf, im Municipio Caracollo sprechen 65,5 Prozent der Bevölkerung Aymara.